# Fútbol Club Santiago de Cuba
El Fútbol Club Santiago de Cuba és un club cubà de futbol de la ciutat de Santiago de Cuba. L'any 2015 ascendí a primera divisió.
Els seus colors són el vermell i el negre.

## Palmarès
- Lliga cubana de futbol:[4]
  - 2017, 2018, 2019